# 千山区
千山区（せんざん-く）は中華人民共和国遼寧省鞍山市に位置する市轄区。区内にはラジウム泉で有名な湯崗子温泉がある。区内には2010年に開港した鞍山騰鰲空港を有する。
1954年1月12日、遼陽県・海城県より28村を分立し、鞍山市第一・二・三・四区とする。そして、1960年1月末、鞍山郊区が創立し、1983年12月30日には旧堡区と改名する。1996年6月18日、千山にちなみ千山区と改名され現在に至る。

## 行政区画
3街道弁事処、3鎮を管轄する。
- 街道弁事所：対樁石街道、湯崗子街道、東鞍山街道
- 鎮：唐家房鎮、大屯鎮、甘泉鎮

## 交通

### 鉄道
- 中国国家鉄路集団
  - 瀋大線

### 道路
- 国道
  -  G202国道

## 友好都市
- 仁川広域市（韓国）